# Und, Győr-Moson-Sopron
Und (în croată Unda) este un sat în districtul Sopron, județul Győr-Moson-Sopron, Ungaria, având o populație de 329 de locuitori (2011).

## Demografie
Componența etnică a satului Und
     Croați (51,63%)
     Maghiari (45,92%)
     Germani (2,45%)
Componența confesională a satului Und
     Romano-catolici (81,46%)
     Luterani (2,43%)
     Fără religie (1,82%)
     Reformați (1,22%)
     Necunoscută (13,07%)
     Alte religii (1,82%)
Conform recensământului din 2011, satul Und avea 329 de locuitori. Din punct de vedere etnic, majoritatea locuitorilor (51,63%) erau croați, existând și minorități de maghiari (45,92%) și germani (2,45%).  Din punct de vedere confesional, majoritatea locuitorilor (81,46%) erau romano-catolici, existând și minorități de luterani (2,43%), persoane fără religie (1,82%) și reformați (1,22%). Pentru 13,07% din locuitori nu este cunoscută apartenența confesională.